# Семья Детройта
Семья Детройта (англ. Detroit family) или Детройтское партнёрство (англ. Detroit Partnership), также известное как Детройтская комбинация (англ. Detroit Combination), Детройтская мафия (англ. Detroit Mafia), семья Дзерилли (англ. Zerilli family) и семья Токко-Дзерилли (англ. Tocco–Zerilli family) — итало-американский преступный синдикат, базирующийся в Детройте (Мичиган). Действует в основном в Большом Детройте и в ряде других городов Мичигана, а также в Огайо (Колумбус и Толидо, округа Махонинг и Трамбулл), Неваде, Уилинге (Западная Виргиния), Уинсоре (Онтарио, Канада) и Партинико (Сицилия, Италия).

## История

### Начало
Детройтская мафия как единая организация сложилась в начале XX века, к началу 1930-х годов превратившись в то что известно как Детройтское партнёрство  или семья Детройта. В 1890-х и 1900-х годах множество итальянских, в том числе, сицилийских банд действовало в Детройте (Ист-Сайд, Вест-Сайд и Гросс-Пойнт) и его окрестностях, Дирборне, Уайандотте, Хамтрамке, Форд-Сити и других. В итало-американском преступном мире Мичигана доминировали выходцы из Сицилии. Потребовалось около 20 лет войн, прежде чем в эпоху «сухого закона» сформировалась Детройтская семья.
Первым боссом детройтской мафии считается Пьетро Мирабиле, родившийся 4 июня 1878 года в Алькамо (Сицилия). Местная пресса писала, что Мирабиле, владевший салуном на Ривард-стрит и торговавший недвижимостью, был связан с бандой вымогателей и похитителей «Чёрная рука». Главными конкурентами организации Мирабиле, объединявшей выходцев из Алькамо была банда виноторговца Агостино Витале, состоявшая из жителей сицилийского Терразини. Обе банды действовали в одном и том же густонаселённом районе Ривард-стрит. В 1907 году Витале был серьёзно ранен ножом, что привело к доминированию Мирабиле. Именно с этого времени принято отсчитывать начало истории Детройтского партнёрства.

### Война Адамо и Джанола (1912—1913)
Братья Джанола, Гаэтано, Антонио «Тони» и Сальваторе «Сэм», эмигрировали в Соединённые Штаты из городка Терразини и занялись торговлей фруктами и бакалеей. Впервые они привлекли внимание властей в конце 1911 года, когда в их продуктовом магазине полиция конфисковала украденное оливковое масло на сумму 2000 долларов. Несколькими неделями позже изуродованный труп бывшего соратника Джанола Сэма Бундо был найден обгоревшим и брошенным в поле. Бундо, якобы, сообщил правоохранительным органам об украденных товарах, найденных в подвале магазина Джанола. Убийство Бундо сделало братьев опасной силой в итальянском преступном мире Детройта. В их банду входили иммигранты из Чинизи и Терразини, проживавшие в Форд-Сити и Уайандотте, к югу от Детройта.
В 1912 году братья Джанола вели войну за контроль над Уайандоттом с гангстером Вито Адамо из Салеми. Братья совершили серию нападений, убив нескольких конкурентов. После этого братья Адамо переехали в Детройт и присоединились к лидеру детройтской мафии Пьетро Мирабиле. В это время группа сицилийцев и итальянцев из восточной части делового района Детройта, ставших мишенью вымогательства «Чёрной руки» братьев Джанола, объединились, создав «Общество Белой руки» и поддержали набирающего силу и влияние Вито Адамо, сумевшего вытеснить из Детройта Мирабиле. Война между Адамо и Джанола, начавшаяся в Уайандотте, перекинулась на Детройт.
В ходе войны потери из-за убийств и арестов несли обе стороны. В апреле 1913 года гангстеры Адамо убили двух членов банды Джанола, Уильяма Каталано и Джона Джервасо, а в августе был убит Карло Каллего, главный помощник Тони Джанолы. Вскоре после этого была предпринята попытка покушения на самого Тони. В ответ Джанола смогли убить партнёра и советника Адамо Фердинанда Пальму, бывшего детройтского детектива, ставшего владельцем банка и рэкетиром. 24 ноября 1913 года Джанола нанесли решающий удар, застрелив 34-летнего Вито и 32-летнего Сэма Адамо возле их собственного дома. Оставшиеся члены фракции Адамо во главе со вдовой Вито при помощи клана Буччеллато (Кастелламмаре-дель-Гольфо) какое-то время продолжали войну, но её исход уже был предрешён.
Уничтожив Адамо, фракция Джанола стала доминирующей группой в итальянском преступном мире Детройта, взяв под контроль самые прибыльные виды криминальной деятельности. Тони Джанола возглавлял мафию и правил по прежнему проживая в Уайандотте. Гаэтано был советником, а младший брат Сэм завоевал репутацию жестокого палача, руководя группой убийц. Среди ведущих членов банды были Джон Витале, Сальваторе «Поющий Сэм» Каталанотте, Анджело Мели, Уильям «Чёрный Билли» Токко, Энтони «Тони Зед» Дзерилли, Леонардо «Чёрный Лео» Челлура и Анджело Полицци.

### Война Джанола и Витале (1918—1919)
Ещё до войны с Вито Адамо, братья Джанола стали партнёрами мафиози Джованни «Джона» Витале (1876—1920), уроженца Чинизи (Сицилия), который занимлся алкогольным бизнесом вместе с Сэмом Чиприано, Питером Боско и Джозефом Стефано. Альянс Джанола—Витале был главным конкурентом братьев Адамо, которые стремясь сохранить преимущество начали раздавать бесплатный лёд при доставке своего пива и других алкогольных напитков. В то время как Джанолы воевали с Адамо, Витале и его соратники продолжали вести дела своего алкогольного бизнеса. Устранение братьев Адамо и восхождение банды Джанолы дали Витале возможность расширить свой алкогольный бизнес. Витале стал одним из самых надёжных и влиятельных лейтенантов братья Джанола, наряду с Чиприано и Боско. Эти отношения продолжались до тех пор, пока Боско не был убит по приказу Тони Джанолы из-за разногласий по поводу доходов от их совместного пекарного бизнеса. Враждебность, вызванная убийством Боско росла, и в конце концов между братьями Джанола и Витале возник конфликт.
В конце 1918 года Витале отделился от банды Джанолы и стал работать самостоятельно, присоединившись к остаткам фракции Боско. Наибольшую поддержку Витале имел в Ист-Сайде (Детройт) и Форд-Сити. То, что стало известно как «Война Джанола-Витале», стало одним из самых кровавых эпизодов в истории детройтской мафии. Соперничество за абсолютный контроль над итальянским преступным миром Детройта привело к многочисленным жертвам с обеих сторон и, одновременно, дало многим начинающим гангстерам шанс возвыситься. Именно в это время себя проявили несколько будущих лидеров мафии Детройта, в том числе Джузеппе Манцелло, Анджело Мели, Билл Токко, Джо Дзерилли, Лео Челлура и Анджело Полицци.
Первым серьёзный удар нанёс Витале, организовав в январе 1919 года убийство Тони Джанола. Новым лидером семьи стал его брат Сэм. На его жизнь тоже было совершено покушение, в феврале 1919 года. Сэм остался невредимым, но при этом погиб его шурин Паскуале Д'Анна. Сэм Джанола нанёс ответный удар. Его боевики обстреляли штаб-квартиру Витале тогда, когда Д'Анну хоронили. В результате обстрела никто не погиб, но Витале по ошибке ранил полицейского, который откликнулся на стрельбу, и был арестован.
Три недели спустя Сэм Джанола предстал перед судом по обвинению в краже автомобиля. На следующий день он вместе с группой стрелков заявился в тюрьму округа Уэйн и расстрелял трёх членов банды Витале. Джо Витале и Сальваторе Эвола были ранены по одному разу и выжили. Вито Ренда был ранен 21 раз, но прожил достаточно долго, чтобы нарушить мафиозный кодекс омерта и раскрыть властям, что Сэм Джанола был одним из стрелков. Джанола был арестован и обвинён в убийстве Ренды. Несколько месяцев спустя во время судебного процесса по делу об убийстве присяжным потребовалось 50 минут, чтобы признать его невиновным.
В июле 1919 года произошёл пожар в доме Сэма Джанолы, в результате которого погибли двое его сыновей. Летом в преступном мире Детройта ходили слухи, что Сэм надеялся заключить перемирие и удалиться из Детройта. Компромисс с Витале был достигнут, но ненадолго. 2 октября 1919 года, за несколько недель до принятия «сухого закона», Сэм Джанола выходя из банка на пересечении Монро-стрит и Рассел-стрит был обстрелян из машины, припаркованной перед банком. Джанола получил 28 ран, потерял сознание и умер на месте. Джон Витале, главный подозреваемый в убийстве, во время инцидента встречался со своим адвокатом, чтобы обсудить стратегию предстоящего судебного разбирательства.
Со смертью Сэма Джанолы единственный выживший из трёх братьев не смог взять бразды правления и фракция Джаннолы разделилась на две независимые группы, по-прежнему выступающие против Джона Витале. Раскол среди конкурентов позволил Джону Витале стать самым могущественным боссом преступного мира Детройта.

### Правление Витале
Смерть Сэма Джанолы не привела к прекращению войны. Хотя сторонники Джанолы разделились, обе расколовшиеся группировки выступили против Джона Витале. Правоохранительные органы в этот период фиксировали присутствие в Детройте гангстеров из Нью-Йорка, Нью-Джерси и Пенсильвании, привезённых для участия в войне. Одну из фракций в детройтской семье возглавил молодой (всего 20 лет) и амбициозный Джузеппе Манцелло, который сумел привлечь более молодых членов банды. Возвышение Манцелло встретило сопротивление со стороны фракции Ренда/Мирабиле, старейшин детройтской семьи.
10 августа 1920 года, когда Джо Манцелло стоял возле многоквартирного дома, в котором жил, и разговаривал со своими друзьями и соратниками 23-летним Анджело Мели и 21-летним Анджело Полицци, мимо промчалась машина, из которой по гангстерам открыли огонь. В Манцелло попали восемь пуль, в Полицци — семь, Мели избежал ран. Манцелло и Полицци были доставлены в больницу. В конце концов Полицци выжил, а  Манцелло скончался через несколько дней, отказавшись назвать полиции своих убийц. Сторонники Манцелло решили отомстить Джону Витале, который, по их мнению, заказал убийство.
11 августа 1920 года фракция Манцелло нанесла ответный удар, убив Антонио Бадаламенти, ведущего члена банды Витале и его племянника. Нападение на Бадаламенти произошло у входа в его продуктовый магазин. За убийство были арестованы семеро членов группы Манцеллы, в том числе Джо Дзерилли, сосед по комнате и близкий соратник Манцеллы и Полицци, его двоюродный брат Билл Токко, двоюродный брат Манцелло Карло Манцелла, Лео Челлура, Джон Мангоне, Вито Параино, Джозеф Дельмонико и Джеймс Баррако. Через два дня с них были сняты все обвинения.
18 августа 1920 года был убит Джо Витале, 17-летний сын Джона Витале. Полиция полагала, что в убийстве замешаны гангстеры из числа освобождённых от обвинения в убийстве Бадаламенти. Возможно, что Витале-младший был случайной жертвой, поскольку погиб когда вместе с отцом и матерью выходил из дома. А 28 сентября на Марантет-стрит возле Четырнадцатой улицы был убит сам Джон Витале, которого застрелил собственный телохранитель Андреа Ликато, убитый через три недели. Смерть Витале положила конец череде междоусобиц, в ходе которых погибло около 100 человек. В итальянском преступном мире Детройта после его смерти и восхождения Сэма Каталанотте на пост главы сицилийской мафии воцарился относительный мир.
Сальваторе Каталанотте, известный своим друзьям как «Поющий Сэм», был протеже Гаэтано Джанолы и к 20 годам стал лейтенантом банды Джанолы. Во время войны Джанола и Витале Каталанотте был президентом детройтского отделения Сицилийского союза. После убийства старших братьев Джанола он возглавил собственную группу, отколовшуюся от банды. Каталанотте заключил прочный союз с пивным бароном из Уайандотта Джозефом Токко и лидером мафии Хамтрамак Честером Ла Маре. Эта фракция стала известна как Уэст-сайдская банда (Westside Mob).
Устранение Манцеллы сделало Сэма Каталанотта доминирующим членом банды Джанолы, и в знак дружбы он назначил Анджело Мели лидером группы Манцеллы. Билл Токко и Джо Дзерилли были названы правой рукой Мели, реорганизовал свою группу, получившую название Ист-сайдская банда (Eastside Mob).

### Эра «сухого закона»
На протяжении всей эпохи «сухого закона» (1920—1933) река Детройт использовалась для контрабанды спиртных напитков из Канады, в которой не было запрета на производство и продажу алкоголя. В 1920-х годах детройтская мафия активно извлекала выгоду из близость Детройта к канадской границе и городу Уинсор (Онтарио). Именно бутлегерам принадлежало большинство скоростных катеров на реке. Властям пришлось создать в Детройте специальный флот патрульных катеров для предотвращения нелегальной перевозки спиртного через границу. Однако эта мера оказалась неэффективной, поскольку федеральных чиновников то и дело ловили на взятках. Ближе к концу «сухого закона» бутлегеры начали модернизировать лодки до более крупных, способных справиться с сильным волнением и перевозить больше напитков за один рейс, а также стали устанавливать более мощные двигатели. В свою очередь власти продолжали наращивать усилия по борьбе с контрабандой, но бутлегеры по-прежнему находили способы обойти контрольно-пропускные пункты.

### Босс Каталанотте (1921—1930)
Будущий босс детройтской мафии Гаспар Милаццо, известный как «Миротворец», родился в 1887 году в сицилийском городе Кастелламмаре-дель-Гольфо. Он и Стефано Магаддино, известный как «Гробовщик», были двумя из первых лидеров Кастелламмарского клана, включавшего выходцев из Кастелламмаре-дель-Гольфо, поселившихся в Бруклине. Их команда столкнулась с противодействием другого клана из Кастелламмаре-дель-Гольфо, клана Буччеллато, который также обосновался в Бруклине. Продолжающееся насилие между двумя кланами вынудило Милаццо и Магаддино бежать из Нью-Йорка в 1921 году после того, как их объявили в розыск в связи с убийством члена клана Буччеллато. Магаддино бежал в Буффало (Нью-Йорк), а Милаццо — в Детройт. Переселение Милаццо и Магаддино и их участие в создание могущественных мафиозных семей Восточного побережья сыграли важную роль в последующем объединении американской мафии.
Милаццо зарекомендовал себя как влиятельный мафиози. Детройт, в котором проживало большое количество сицилийских иммигрантов, был одним из центров бутлегерства на Восточном побережье. На момент прибытия Милаццо еврейская «Пурпурная банда» контролировала большую часть нелегальной торговли спиртными напитками в этом районе. Милаццо стал признанным советником и посредником в спорах, поскольку многие местные мафиози искали его совета и руководства. Гаспар присоединился к Сальваторе Каталанотте, известному как «Поющий Сэм», местному главе Сицилийского союза, ставшему после гибели прежних лидеров самым влиятельным мафиози города. Вдвоём они объединили оставшиеся фракции мафии, создав синдикат получивший известность как «Объединение Паскуцци» (Pascuzzi Combine). Вошедшие в синдикат преступные группы и их лидеры получали свою собственную территорию для работы, одновременно работая вместе для общего расширения власти и влияния детройтской мафии. «Объединение Паскуцци» представляло собой единую и сплочённую преступную организацию, которая контролировала контрабанду спиртных напитков, бутлегерство, азартные игры, проституцию, наркоторговлю и другие виды криминальной деятельности в городе и его окрестностях став предшественником Детройтского партнёрства в эру Дзерилли-Токко.
Милаццо как ближайший помощник и доверенное лицо помогал Каталанотте руководить мафией и поддерживать в Детройте мир, а после смерти «Поющего Сэма» от последствий пневмонии в феврале 1930 года он на короткое время стал боссом местной мафии и главой Детройтского отделения Сицилийского союза. Милаццо был близким соратником Истсайдской банды, возглавляемой Анджело Мели, Уильямом Токко и Джозефом Дзерилли. Фракция Милаццо и Банда Истсайда поддерживали союзы с другими группировками, включая Банду Даунривер, возглавляемую братьями Питером и Томасом Ликаволи, поделив между собой бутлегерский бизнес и другие виды преступной деятельности.

### Война мафии в Кросстауне (1930—1931)
Каталонотте и Милаццо были признаны боссами детройтской мафии в начале 1920-х годов и около 10 лет, пока продолжалось их правление, в местном преступном мире царила относительная стабильность. Но в 1929 году в Нью-Йорке разгорелась большая война между двумя выходцами из Кастелламаре-дель-Гольфо, «боссом боссов» Джузеппе Массерия и Сальваторе Маранцано. Гаспар Милаццо и его давний союзник, босс мафии Буффало Стефано Магаддино поддержали Маранцано и его союзников в Нью-Йорке и Чикаго, в том числе босса чикагской мафии Джузеппе Айелло, когда те выступали против Джо Массерии и его сторонников, среди которых был Аль Капоне. Джо Массерия, признанный «босс боссов», был возмущен неуважением со стороны Милаццо и Магаддино, которые поддержали его врагов, и вскоре Массерия решил, что устранить обоих.
Для этого Массерия решил поддержать в Детройте противника Милаццо Чезаре «Честера» Уильяма Ламаре, главу Вестсайдской банды, которую в Детройте иногда называли Бандой Каталанотте. Ламаре родился 6 января 1887 года в Рипакандиде на юге Италии. Позже он перебрался в Соединённые Штаты и стал гражданином США. В 1917 году Ламаре проживал в Детройте и занимался торговлей фруктами. Некоторые историки мафии утверждают, что он был близким соратником Милаццо. В начале 1920-х годов Ламаре основал оперативную базу в Хамтрамке, открыв быстро ставший популярным ночной клуб, известный как Venice Cafe. Вместе со своими деловыми партнёрами, лидерами Истсайдской банды Анджело Мели, Уильямом Токко и Джозефом Дзерилли, Ламаре разбогател и стал влиятельным гангстером, контролируя бордели и игорные дома и занимаясь бутлегерством. Город Хамтрамк под его влиянием стал настолько коррумпированным, что осенью 1923 года губернатор Мичигана Алекс Джозеф Гросбек приказал отправить в Хамтрамк отряды полиции штата Мичиган, чтобы взять под контроль городские власти. Эта операция привела к аресту и, в конечном итоге, осуждению 31 человека, в том числе мэра Хамтрамка Питера К. Ежевски, за нарушение «сухого закона». Сам Ламаре был приговорён к году лишения свободы в федеральной тюрьме, но судья увеличил размер штрафы и дал условный срок на основании обещания Ламаре «исправиться».
В начале февраля 1930 года Сэм Каталанотте умер от пневмонии. Несмотря на то что ему быстро нашлась замена в лице Гаспара Милаццо, Ламаре, который ранее был главным лейтенантом Сэма Джаннолы, а теперь возглавлял Вестсайдскую банду, посчитал, что он должен стать новым боссом. Заручившись поддержкой Джо Массерии Ламаре начал строить планы по устранению лидеров Истсайдской банды. Банда Ламаре состояла в основном из членов старой банды Сэма Каталанотте, а также банд Джозефа Токко, брата «Чёрного Билла» Токко, и Бенни «Пекаря» Витальяно. Соперничество между бандами Истсайда и Вестсайда спровоцировал Ламаре своими агрессивными действиями против истсайдцев, почти доведя дело до открытой войны. Ламаре использовал возможную войну как предлог для организации покушения, замаскированного под мирную встречу. Он хотел заманить боссов Истсайдской банды на переговоры, где по его плану трое боевиков должны были их перестрелять.
Рыбный рынок на Вернор-Хайвей, где 31 мая должны были встретиться боссы истсайдцев и вестсайдцев, был хорошо известным в Детройте местом встреч гангстеров и не должен был вызвать подозрений. Мели, не доверяя Ламаре, попросил Милаццо приехать вместо него, рассчитывая, что присутствие Гаспаро облегчит переговоры, а его отношения с Ламаре гарантируют ему безопасность. Мели ошибся. Милаццо и его водитель и телохранитель Росарио «Сэм» Паррино были застрелены из дробовиков вскоре после прибытия на рынок. Милаццо скончался на месте, Паррино несмотря на тяжёлые раны прожил ещё некоторое время, но отказался сообщить имена убийц.
После смерти Милаццо «Босс Джо» Массерия утвердил Честера Ламаре как главного лидера мафии Детройта, хотя обман и убийство всеми уважаемого Милаццо, который в прошом не раз помогал Ламаре, настроила против него большую часть преступного мира Детройта. Убийства на рыбном рынке переросли в полноценную войну Истсайдской и Вестсайдской бандами, который позже будет известен как Война мафии Кросстауна (Crosstown Mafia War). Мели тут же поклялся отомстить за смерть двух своих представителей. В период с 31 мая по 23 июля 1930 года были убиты не менее 14 человек. Убийства резко прекратились после гибели 23 июля радиокомментатора WNBC Джеральда Бакли, известного борца с коррпуцией, который был застрелен в вестибюле отеля LaSalle в ту же ночь, когда проходило голосование по отзыву мэра Детройта Чарльза Боулза, инициированное именно Бакли.
В ответ на убийство полиция Детройта предприняла ряд мер для расследования. Большинство лидеров мафии скрылись, в то время как банды держались в тени, пока война продолжалась. Полиция и Истсайдская мафия повсюду искали Мели. Полиция предположила, что Мели сказала Джо Амико и другим убийцам с рыбного рынка, что им нужно как можно скорее поставить своего босса Ламаре «на место», иначе они в конечном итоге умрут. 6 февраля 1931 года Ламаре вернулся домой и сел обедать со своими телохранителями Джо Амико и Элмером Маклином. Пока Ламаре разговаривал с Амико, Маклин зашёл со спины и дважды выстрелил своему боссу в голову. Его смерть положила конец войне бандами Истсайда и Вестсайда, которая длилась примерно год, унеся жизни более дюжины членов мафии. Позже Амико и Маклин предстали перед судом, но были оправданы. Также по подозрению в причастности к убийству были арестованы Джозеф Зерилле и Уильям Токко, но были отпущены без возбуждения уголовного дела.

### Становление Детройтского партнёрства
Смерть Гаспара Милаццо положила начало войне внутри детройтской мафии, и во многом привела к началу Кастелламмарской войны в Нью-Йорке. Многочисленное кастелламмарское землячество в Бруклине было в ярости из-за убийств в Детройте, а после того как Джузеппе Паррино не стал мстить за убийство брата, получив поддержку Джо Массерии как новый босс семьи Скиро подозрения в том, что Паррино был в сговоре с силами, стоящими за убийствами только окрепли. Все это привело к объединению противников Массерии под руководством Стефано Магаддино и Сальваторе Маранцано, которые стали искать союзников среди мафиози в Нью-Йорке и по всей стране.
Крупномасштабная война мафии в Нью-Йорке фактически завершилась убийством «босса боссов» мафии Джо Массерии 15 апреля 1931 года. Победитель в войне, Сальваторе Маранцано, недолго пользовался плодами победы. 10 сентября того же 1931 года он был убит фракцией молодых мафиози во главе с Лаки Лучано. Последующие события повлияли на будущее преступного мира не только Нью-Йорка, но и всей Америки, в том числе Детройта. Избавившись от старых боссов, молодые лидеры мафии, известных как «молодые турки» (young turks), смогли захватить контроль над преступным мира Нью-Йорка и консолидировать италоамериканскую организованную преступность по всей стране. Под руководством Лучано и союзных ему лидеров пяти семей Нью-Йорка была создана Комиссия, коллективный руководящий орган американской мафии. Комиссия официально признала Детройтское партнёрство, которое стало одним из 24 первых кланов мафии, которые составляли Ла Коза Ностру в Америке.
Смерть Ламаре и позже ряда других авторитетов, таких как Джо Токко, привела к тому, что оставшиеся лидеры детройтской мафии объединились в одну группу. Её составили лидеры Истсайдской банды Анджело Мели, «Чёрный» Билл Токко и «Джо Уно» Дзерилли, к которым примкнули их союзники «Папа Джон» Прициола и Питер Ликаволи, которые стали частью «Правящего совета» Детройтского партнёрства, высшего руководящего органа преступного клана. По сути, это было формирование организации известной как Детройтское партнёрство в его современном виде. Признание со стороны лидеров нью-йоркской мафии окончательно утвердило господство Детройтского партнёрства в преступном мире Мичигана и Среднего Запада.

### Эпоха Дзерилли (1936—1977)
Первым боссом Детройтского партнёрства стал Уильям Токко, рождённый как Гульельмо Вито Токко в 1897 году в Терразини (Сицилия) и известный как «Чёрный Билл» Токко. Токко был одним из лидеров Истсайдской банды, наряду с Джозефом Дзерилли и Анджело Мели, которые стали заместителем босса и советником Токко. Правление «Чёрного Билла» длилось примерно пять лет. В марте 1936 года ему было предъявлено обвинение в уклонении от уплаты налогов. Хотя Токко удалось избежать наказания, выплатив компенсацию в размере 25 000 долларов, он ушёл с поста босса из-за огласки, которую в те времена боссы американской мафии старались избегать.
Новым боссом семьи стал Джозеф Дзерилли, заместитель и шурин Токко. Некоторые историки мафией считают, что «Чёрный Билл» Токко был заместителем Джо Дзерилли с момента его отставки и до ухода на покой в середине 1960-х после двух сердечных приступов. Даже перебравшись во Флориду, он оставался советником босса Джо Дзерилли до своей смерти от естественных причин в 1972 году в возрасте 75 лет.
Возглавив семью Джозеф Дзерилли практически исчез из поля зрения на четверть века. За это время Дзерилли создал целую бизнес-империю, которая включала в себя ряд успешных предприятий, а также недвижимость в Мичигане и Флориде, которыми он владел как индивидуально, так и совместно с другими членами семьи. Умение Дзерилли успешно делать деньги не привлекая внимания властей и общества оценили другие мафиозные боссы. В 1956 году он вместе с Анджело Джентиле из Филадельфии был включен в состав мафиозной Комиссии, коллективного руководящего органа американской мафии. Лишь в 1963 году Дзерилли оказался в центре внимания после показаний нью-йоркского гангстера Джо Валачи, которые тот дал на слушаниях в Конгрессе. Пережив слушания, Дзерилли вернулся в тень, в котором оставался ещё 12 лет, пока исчезновение профсоюзного босса Джимми Хоффа вновь не привлекло внимание к Детройтскому партнёрству.
Джо Дзерилли оставался боссом детройтской мафии до своей смерти в 1977 году в возрасте 79 лет. В то же время, возраст и состояние здоровья не позволяли ему полноценно руководить семьёй. В 1970 году временным боссом в помощь отцу был назначен Энтони Джозеф Дзерилли. Но уже 1974 году Дзерилли-младший был осуждён и отправлен в тюрьму за то, что он скрывал своё участие в отеле и казино Frontier в Лас-Вегасе. После этого Дзерилли-старший был вынужден снова возглавить семью, руководить которой ему помогал новый временный босс Джакомо «Джек» Токко.

### Эпоха Токко (1977—1996)
После смерти Джо Дзерилли новым боссом детройтской мафии стал консильери Джованни «Папа Джон» Прициола, который много лет пользовался огромным уважением в семье и во всей мафии. Большая часть его влияния основывалась на том, что «Папа Джон» руководил могущественной и богатой группой известной как фракция Партинико. В ней помимо Прициолы также были Раффаэле Квазарано и депортированный сицилийско-американский мафиози Франческо «Фрэнки Фингерс» Коппола. Эти люди вместе с сообщниками в Сан-Диего (Калифорния) и Уинсоре (Онтарио) благодаря связям с преступным миром по всей стране и с помощью своих контактов на Сицилии отвечали в семье за ввоз героина в Соединённые Штаты. За годы своей деятельности фракция Партинико накопила огромное богатство и пользовалась большим влиянием. Прициола придерживался традиций и потому старался вести дела свои и семьи из тени, поэтому управление повседневными операциями он поручил племяннику Джо Дзерилли и сыну Билла Токко, Джакомо «Джеку» Токко. Правление «Папы Джона» было недолгим и закончилось его смертью в 1979 году в возрасте 84 лет.
После смерти Прициолы последним из первоначальных членов правящего совета Детройтского партнёрства остался Питер Ликаволи, бывший лидер банды Даунривер и «царь» эпохи «сухого закона», который к тому времени отошёл от активной деятельности и жил в Тусоне (штат Аризона), недалеко от своего друга, отставного босса мафии Джо Бонанно. Ликаволи был влиятельным членом мафии, который надзирал за операциями семьи в Толидо (штат Огайо) и был одним из руководителей игорного бизнеса клана в Детройте. Он умер естественной смертью в 1984 году в возрасте 81 года.
В 1979 году Детройтское партнёрство возглавил Джакомо «Джек» Токко. Фактически, Джек Токко возглавил семью 5 годами ранее, после того как стал преемником осуждённого Тони Дзерилли в качестве временного босса. Якобы перед своей смертью Джо Дзерилли призвал своих сторонников назвать своего племянника новым главой семьи. Интеллект и лидерские способности Джека Токко были хорошо известны в преступном мире Детройта. Тот факт, что он был сын «Чёрного Билла» Токко также работал в его пользу, и в конечном итоге он был назначен новым боссом детройтского преступного клана вскоре после смерти «Папы Джона» Прициолы.
Согласно источникам правоохранительных органов, Джек Токко якобы стал боссом Детройтского партнёрства 11 июня 1979 года на церемонии, состоявшейся на Timberland Game Ranch в городке Декстер округа Уоштино (штат Мичиган). Своим заместителем он сделал двоюродного брата Тони Дзерилли сразу после того, как он был освобожден из тюрьмы в 1979 году. По данным правоохранительных органов, историков мафии и журналистов, семья Токко—Дзерилли по-прежнему сохраняет своё лидерство в детройтской мафии.
Во время своего правления Джек Токко проводил политику сокращения количества полноценных членов семьи, «посвящённых». Если в начале 1980-х Детройтское партнёрство насчитывало 23 члена, то уже к началу 2000-х их число сократилось до 10-12. Одновременно он стал отходить от активного участия в таких ранее традиционных для детройтской мафии делах как торговля наркотиками и контрабанде нелегальных мигрантов, сосредоточив внимание на мошенничестве с кредитами, ростовщичестве, азартных играх и профсоюзном рэкет, а также на проникновении в легальный бизнес. Как и дядя, Джек Токко старался не привлекать внимания к себе и своим делам. С 1947 по 1996 год он был арестован только один раз, будучи осуждён за участие в организации петушиных боёв в 1965 году. Но даже после этого Токко оставался неизвестным федеральным следователям вплоть до конца 1970-х, когда он стал боссом Партнёрства.
15 марта 1996 года Джеку Токко и 17 других членов и соучастников Детройтского партнёрства было предъявлено обвинение в рэкете, по которому боссу мафии грозило почти 20 лет тюремного заключения, если его признают виновным. 69-летний Токко не стал признавать себя виновным в обмен на мягкий приговор, а предпочёл бороться с выдвинутыми против него обвинениями. После двух лет судебного разбирательства Токко был признан виновным по одному пункту обвинения в рэкете и заговоре, получив 1 год и 1 день тюрьмы. В результате Токко вышел на свободу незадолго до Дня Благодарения 1999 года, отсидев девять с половиной месяцев. Впрочем, на свободе он оставался недолго. В 2000 года Апелляционный суд шестого округа США постановил, что судья вынес слишком мягкий приговор. Свою роль в этом сыграло предательство его двоюродного брата Нове Токко, который стал одним из первых членов Детройтского партнёрства, пошедшего на сделку со следствием чтобы сократить 19-летний срок за рэкет. Но в ходе слушаний Нове был вынужден признать, что никогда не получал прямых приказов от Джека Токко. Всё же обвинению удалось добиться, чтобы Токко был повторно приговорён к 34 месяцам с зачетом отбытого наказания, что давало ему право на досрочное освобождение. 21 ноября 2001 года Токко был освобожден из федеральной тюрьмы.

### Детройтское партнёрство в XXI веке
Детройтское партнёрство продолжает свою деятельность в XXI веке, хотя численность организации значительно сократилась. По состоянию на 2010 год численность семьи оценивалось около 40—50 «посвящённых», что не мешает ей оставаться очень стабильный и устойчивый преступным кланом, особенно на фоне многих других семей американской мафии которые или исчезли или резко сократили свою активность из-за внутренних раздоров и прессинга правоохранительных органов. Детройтское партнёрство по-прежнему остаётся ведущей преступной организацией в штате Мичиган. Детройтская мафия живёт в тени, тщательно маскируя свою деятельность. Большинство её членов связаны кровным родством или браком, что затрудняет получение информации о них посторонними лицами, в том числе правоохранительными органами. Умение не привлекать в себе ненужное внимание и круговая порука позволяют большинству детройтским мафиози избегать длительных тюремных сроков..
Впрочем, даже осторожная политика боссов детройтской мафии не спасает от проблем. 19 июня 2001 года 34-летний Джон Джарьоса-младший был застрелен в Саутфилде (штат Мичиган) на трассе M-102. 10 августа 2002 года на строительной площадке в округе Маком выстрелом из дробовика был убит соучастник детройтской мафии 31-летний Джерард «Джерри Клинок» Бьяншетт, протеже Энтони Джозефа Дзерилли. Как полагают, его убийство произошло из-за того что Бьяншетт считал, что Луи «Бутч» Страмалья должен ему денег из-за сделки с наркотиками.
Большое количество «посвящённых» и соучастников надзирают за азартными играми, ростовщичеством, вымогательством, торговлей наркотиками и профсоюзным рэкетом, а также за легальными предприятиями. Джек Токко умер естественной смертью в 2014 году. Новым боссом стал Джек «Джекки-Кид» Джакалоне, которого готовили к вступлению в должность в течение многих лет. С 2008 года младшим боссом был Джозеф «Джо Хукс» Мирабиле, но после того, как боссом стал Джакалоне, он уступил эту должность Энтони Ла Пиане.

## Руководство
Боссы

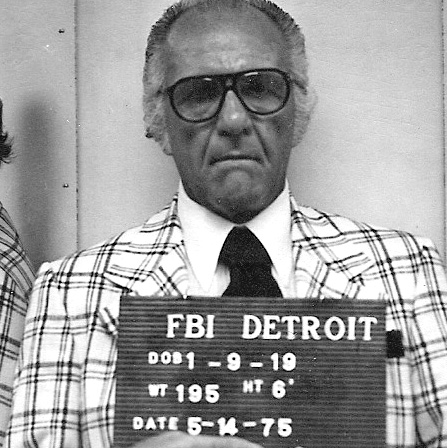
Фотография Энтони «Тони Джека» Джакалоне, сделанная ФБР в 1975 году.

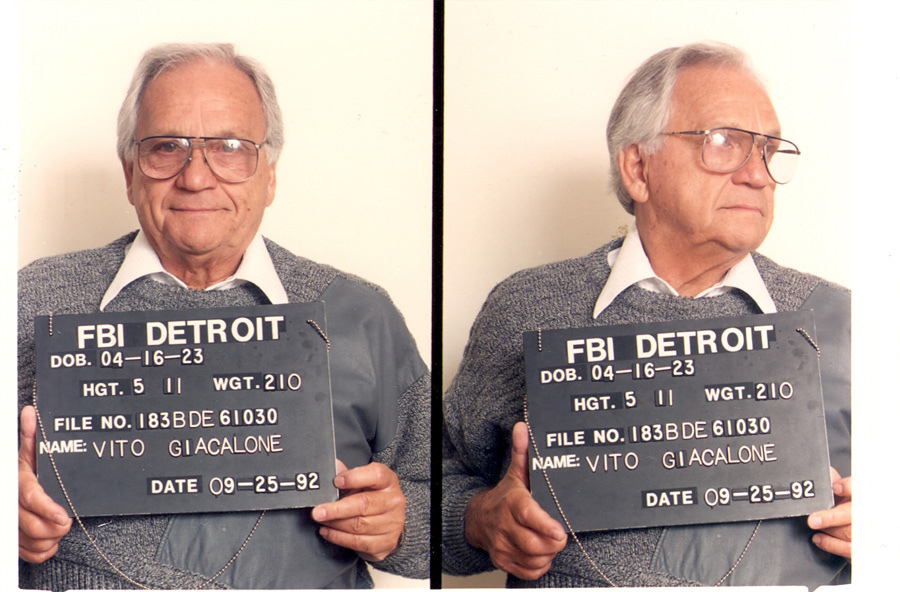
Член Детройтского партнёрства Вито «Билли Джек» Джакалоне в 1992 году.

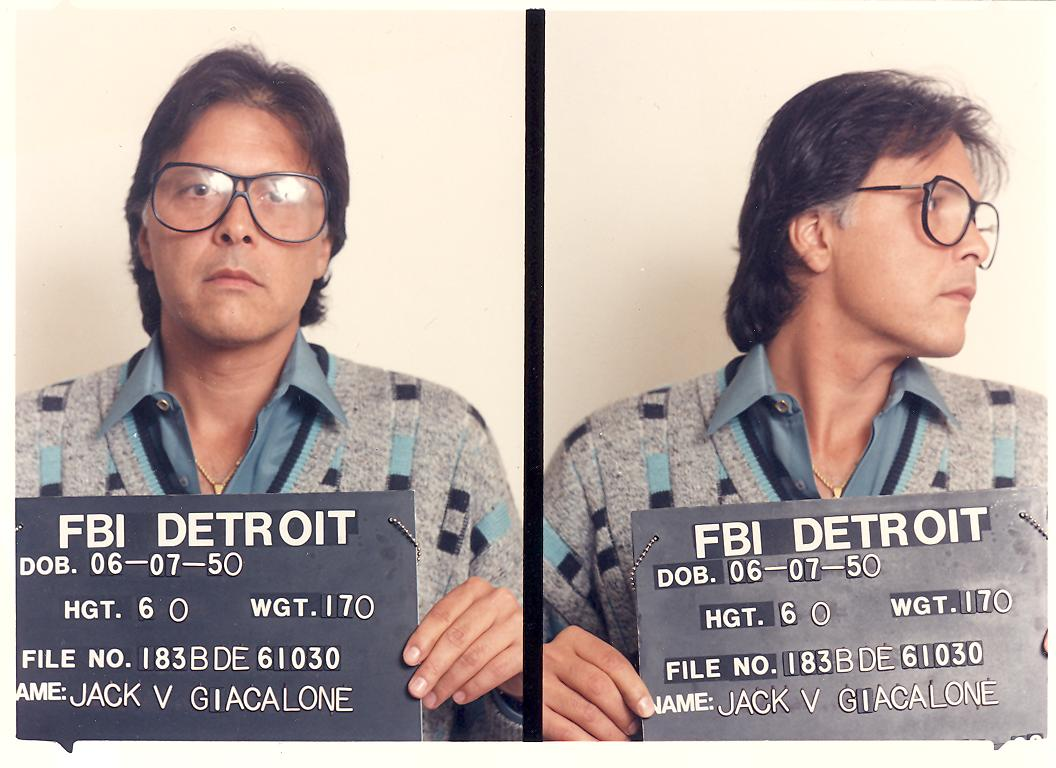
Известный детройтский мафиози «Джекки-Кид» Джакалоне.

- 1890-е—1913 — Пьетро Мирабиле (Pietro Mirabile) — ушёл в отставку[c], в 1914 году сбежал из Детройта.
- 1913 — Вито Адамо (Vito Adamo) — убит 24 ноября 1913 года.
- 1913—1919 — Энтони «Тони» Джанола (Antonio «Tony» Gianola) — убит 3 января 1919.
- 1919 — Сальваторе «Сэм» Джанола (Salvatore «Sam» Gianola) — убит 2 октября 1919.
- 1919—1921 — Джованни «Джон» Витале (Giovanni «John» Vitale) — убит 28 сентября 1921.
- 1921—1930 — Сальваторе «Поющий Сэм» Каталанотте — умер 14 февраля 1930.
- 1930 — Гаспар «Миротворец» Милаццо — убит 31 мая 1930.
- 1930—1931 — Чезаре Ламаре (Cesare Lamare) — убит 6 февраля 1931.
- 1931—1936 — Уильям «Чёрный Билл» Токко — ушёл в отставку в марте 1936, стал младшим боссом.
- 1936—1977 — Джозеф «Старик» Дзерилли
  - временный 1970—1974 — Энтони «Тони» Дзерилли — заключён в тюрьму в 1974.
  - временный 1974—1977 — Джакомо «Джек» Токко
- 1977—1979 — Джованни «Папа Джон» Прициола (Giovanni «Papa John» Priziola)
- 1979—2014 — Джакомо «Джек» Токко — ушёл на покой в 2014, умер 14 июля того же года.[6]
  - временный 1998—2002 — Тони Токко (Tony Tocco)
- 2014—н. в. — Джек «Джекки-Кид» Джакалоне (Jack «Jackie The Kid» Giacalone)[34]

Уличные боссы
- 1950-е—2001 — Энтони «Тони Джек» Джакалоне
- 2002—2014 — Джек «Джекки-Кид» Джакалоне — стал боссом в 2014.
- 2014—н. в. — Питер «Спекс» Токко (Peter "Specs" Tocco)[34]

Младшие боссы (заместители)
- 1936—1963 — Уильям «Чёрный Билл» Токко
- 1963—1972 — Питер Ликаволи — заключён в тюрьму в 1972.
- 1972—1977 — Питер «Боцци» Витале (Peter «Bozzi» Vitale) — ушёл в отставку в 1977.
- 1977—2008 — Энтони «Тони» Дзерилли — понижен в должности.
  - временный 2002—2008 — Вито «Билли Джек» Джакалоне
- 2008—2014 — Джозеф «Джо Хукс» Мирабиле (Joseph «Joe Hooks» Mirabile) — ушёл в 2014.
- 2014—н. в. — Энтони «Тони-Чикаго» Ла Пиана (Anthony «Chicago Tony» La Piana)[34]

Консильери
- 1931—1969 — Анджело Мели
- 1969—1977 — Джованни «Папа Джон» Прициола — стал боссом в 1977.
- 1977—1981 — Рафаэль «Джимми Кью» Куасарано (Raffael «Jimmy Q.» Quasarano) — заключён в тюрьму в 1981.
- 1981—1993 — Майкл Санто «Большой Майк» Полицци (Michael Santo «Big Mike» Polizzi)
- 1993—2008 — Энтони «Тони Tи» Токко (Anthony «Tony T.» Tocco)
- 2008—2014 — Доминик «Дядя Дом» Боммарито (Dominic «Uncle Dom» Bommarito) — ушёл на покой в 2014.
- 2014—2019 — Энтони «Тони Пэл» Палаццоло (Anthony «Tony Pal» Palazzolo) — умер в январе 2019[34].

### Комментарии
1. ↑  Автор Дэниел Во считает «основателем» мафии в Детройте Агостино Витале[7].
2. ↑  Даунривер (Downriver) — неофициальное название группы из 18 городов и посёлков в округе Уэйн (штат Мичиган), к югу от Детройта, вдоль западного берега реки Детройт.
3. ↑  Автор Дэниел Во считает, что Пьетро Мирабиле пережил войну, но был свергнут в 1914 году с поста босса местной мафии братьями Джаннола после долгой борьбы и вернулся на Сицилию[7].